# Rodolpho Perazzolo
José Rodolpho Perazzolo (São Paulo, 18 de novembro de 1957), Jurista e Sacerdote Católico brasileiro, é Procurador da Arquidiocese de São Paulo, Secretário Executivo da Fundação São Paulo, mantenedora da Pontifícia Universidade Católica de São Paulo, Pró-Reitor Jurídico do Centro Universitário Assunção, tendo sido membro do Colégio de Consultores e do Conselho de Presbíteros da Arquidiocese de São Paulo. É Conselheiro do Museu de Arte Sacra de São Paulo, Conselheiro da Fundação Faculdade de Medicina da Universidade de São Paulo e Conselheiro do IDEC (Instituto de Defesa do Consumidor). É também professor da Faculdade de Teologia da PUC-SP e ex-diretor eclesiástico da União dos Juristas Católicos de São Paulo. Desde 2006, é  membro da Comissão de Justiça e Paz de São Paulo. Autor de artigos e livros de destacada atualidade e importância no campo jurídico.
Foi Conselheiro e Vice-Presidente do CONDEPHAAT (Conselho de Defesa do Patrimônio Histórico, Arqueológico, Artístico e Turístico) de 2000 a 2006  da Secretaria da Cultura do Estado de São Paulo. Foi Pároco da paróquia Nossa Senhora Mãe da Igreja de 1990 a 1994 e da paróquia Santa Francisca Xavier Cabrini, de 1998 a 2009.

## Formação Acadêmica
Bacharel em Direito pela Universidade de São Paulo.
Bacharel em Teologia pela (Pontifícia Universidade Católica de São Paulo).
Pós-Graduado em Administração de Empresas pela Universidade de São Paulo, no grau de Especialista.
Pós-Graduado em Direito Empresarial pela Universidade Presbiteriana Mackenzie, no grau de Especialista.

## Arquidiocese de São Paulo
Atua como Procurador desde 1989, acompanhando a gestão do patrimônio e as demandas judiciais, tendo se destacado pela reformulação do patrimônio imobiliário, otimizando as receitas e na vitória em demandas judiciais e teses jurídicas de grande importância para a Arquidiocese e para a Igreja no Brasil.
Exerceu ainda ofícios eclesiásticos, destacando-se: Assessor da Pastoral Universitária, Vigário Paroquial da paróquia Santa Cecília, Pároco da Paróquia Nossa Senhora Mãe da Igreja, Pároco da Paróquia Santa Francisca Cabrini, Capelão da Capela das Irmãs de Maria Imaculada; foi também membro do Conselho de Presbíteros e do Colégio de Consultores. Coordenou a equipe de infraestrutura quando da visita do Papa Bento XVI a São Paulo, em 2007.
Desde 2006 é  membro da Comissão de Justiça e Paz de São Paulo.

## Fundação São Paulo - Pontifícia Universidade Católica de São Paulo (PUCSP)
Em 2005, foi nomeado Secretário Executivo Adjunto da Fundação São Paulo, para acompanhar em nome do Cardeal Grão Chanceler, o plano de recuperação financeira da PUCSP, uma vez que, esta atravessava grave crise financeira.
Em fevereiro de 2006, juntamente com a reitora, Professora Doutora Maura Veras e o Padre João Júlio Farias Junior, passou a compor a Secretaria Executiva da Fundação São Paulo.
Após amarga decisão de demissões docentes, dedicou-se à reelaboração do estatuto da Fundação e na sequencia, trabalhando com a reitoria e o Conselho Universitário, na reelaboração do estatuto da universidade.
Na gestão do reitor Dirceu de Melo, foi instalado o CONSAD (Conselho de Administração da PUCSP), órgão superior deliberativo da universidade que cuida das questões financeiras e patrimoniais. Atuou sempre com imparcialidade, procurando o bom convívio e o progresso no ambiente universitário.
O resultado financeiro da Fundação São Paulo tem se mostrado positivo, ano a ano.
Há de se destacar atuação no Hospital Santa Lucinda, hospital escola da faculdade de medicina, que tem recebido prêmios de excelência em gestão hospitalar nos últimos anos.

## IESP - Centro Universitário Assunção
Procurador da mantenedora  Instituto Educacional Seminário Paulopolitano (IESP), desde 2010, assumiu também, na mesma ocasião, a função de Pró-Reitor Jurídico. Ali também participou ativamente da elaboração de novos estatutos, destacando, sobretudo os esforços que empreendeu em favor da carreira docente, qualificando o centro universitário com contratos de dedicação de professores.
Anexo ao UNIFAI funciona o colégio Lumen Vitae, do qual também é procurador, e ali mais uma vez, trabalha em favor da qualidade de ensino.

## Colégio de Consultores e do Conselho de Presbíteros da Arquidiocese de São Paulo
Conselho de Presbíteros é na Arquidiocese de são Paulo “o senado do bispo”. Tem caráter consultivo para as grandes questões arquidiocesanas, e em alguns momentos, possui carater deliberativo. Composto por presbíteros comprometidos com a vida da arquidiocese, o conselho se reune, ordinariamente, quatro vezes por ano, e extraordinariamente, quando convocado pelo Arcebispo.
Neste conselho, representou a procuradoria da mitra arquidiocesana e foi chamado a pronunciar-se nas questões jurídicas, administrativas e financeiras.
O Colégio de Consultores, composto por nove Sacerdotes, funciona como orgão de governo e assume a Arquidiocese em caso de sede vacante.

## Museu de Artes Sacra de São Paulo
No Conselho do Museu de Arte Sacra de São Paulo, foi por diversas vezes conselheiro, tendo também exercido a presidência, ocasião em que incentivou as exposições externas do acervo, tendo na sua gestão, acompanhado exposição de obras do Aleijadinho em Paris, na França.
Atualmente é Conselheiro do Museu.

## Fundação Faculdade de Medicina da Universidade de São Paulo (USP)
Membro do conselho consultivo, como representante da sociedade civil.

## Secretaria da Cultura – CONDEPHAAT
Exerceu o cargo de Conselheiro do Condephaat, tendo relatado processos de relevante importância para a sociedade paulista, sendo conduzido à Vice-Presidência do órgão.
Exerceu em diversas oportunidades, a Presidência na ausência do eminente conselheiro presidente, Doutor José Roberto Melhem. Pautou sempre sua atuação pelo diálogo, pelo espírito democrático e pelo respeito ao interesse cultural do povo paulista.